# Trościanica (rejon kamieniecki)
Trościanica (biał. Трасцяніца, Trascianica) – wieś na Białorusi, w rejonie kamienieckim obwodu brzeskiego. Miejscowość wchodzi w skład sielsowietu Ratajczyce.
W miejscowości stoją 2 drewniane świątynie:
- cerkiew prawosławna Przemienienia Pańskiego z 1873 roku (parafialna),
- kaplica cmentarna św. Dymitra Sołuńskiego z 1877 roku (w stanie ruiny)